# Emily Rudd

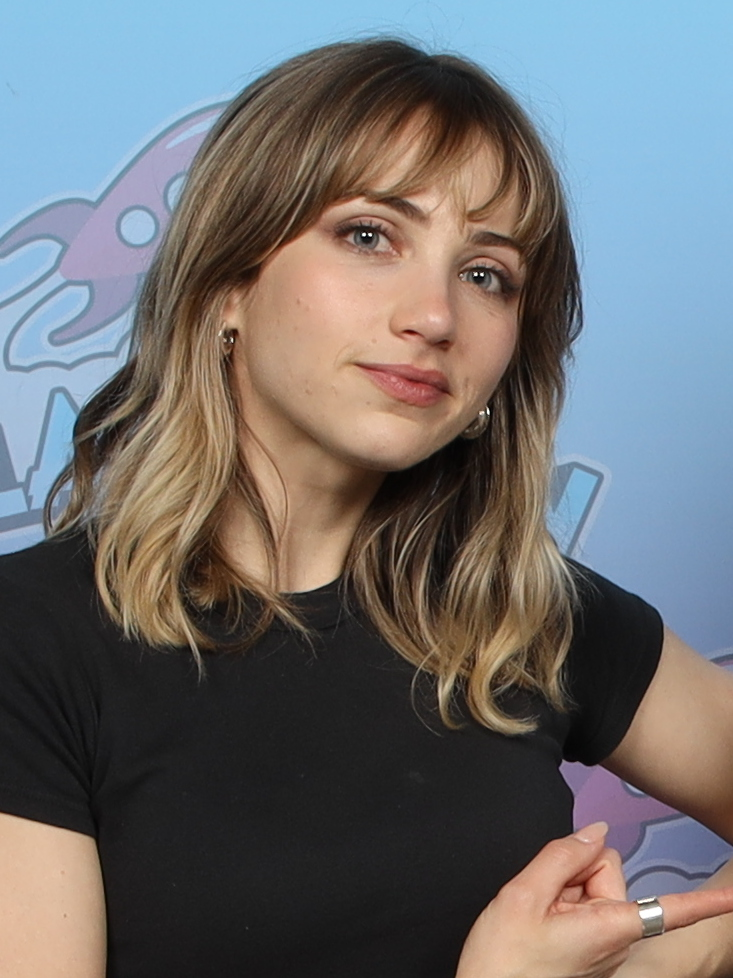
Emily Rudd (2024)

Emily Ellen Rudd (* 24. Februar 1993 in Saint Paul, Ramsey County, Minnesota) ist eine US-amerikanische Schauspielerin und Model.

## Leben
Rudd wurde am 24. Februar 1993 in Saint Paul geboren. Sie hat einen älteren Bruder und hat das College mit einem Abschluss in Theateraufführung abgeschlossen. Erste schauspielerische Erfahrungen sammelte sie in Besetzungen von Kurzfilmen sowie in Musikvideos für verschiedene Interpreten. Sie wirkte unter anderen im Musikvideo zum Lied We Came to Bang von 3LAU mit, mit dem sie seitdem eine Freundschaft verbindet.
2018 übernahm sie in der Anthologie-Serie The Romanoffs in der Episode Erwartung die Episodenhauptrolle der Ella Hopkins. 2020 spielte sie in vier Episoden der Fernsehserie Der Denver-Clan die Rolle der Heidi. 2021 war sie als Cindy Berman in allen Filmen der Fear-Street-Trilogie zu sehen (Fear Street – Teil 1: 1994, Fear Street – Teil 2: 1978, Fear Street – Teil 3: 1666). Im Juli 2021 wurde bekannt, dass sie eine Rolle in der Fernsehserie Hunters übernehmen wird. Im November 2021 wurde bekannt, dass sie die Rolle der Nami in der Netflix-Serienproduktion One Piece darstellen wird.

## Filmografie (Auswahl)
- 2014: Secret Santa (Kurzfilm)
- 2015: George R.R. Martin’s Blank Page (Kurzfilm)
- 2016: Eye for an Eye: A Séance in VR (Kurzfilm)
- 2017: Sea Change (Fernsehfilm)
- 2017: House Mother (Kurzfilm)
- 2018: Electric Dreams (Fernsehserie, Episode 1x09)
- 2018: Harper Shadow (Kurzfilm)
- 2018: The Romanoffs (Fernsehserie, Episode 1x04)
- 2018: Spooky Games! (Kurzfilm)
- 2018: Olive Forever (Fernsehserie, Episode 1x01)
- 2019: Max Dynamite! (Kurzfilm)
- 2020: Der Denver-Clan (Dynasty, Fernsehserie, vier Episoden)
- 2021: Fear Street – Teil 1: 1994 (Fear Street: 1994)
- 2021: Fear Street – Teil 2: 1978 (Fear Street: 1978)
- 2021: Fear Street – Teil 3: 1666 (Fear Street: 1666)
- 2022: Liftoff – Mit dir zum Mars (Moonshot)
- 2023: Hunters (Fernsehserie, sieben Episoden)
- seit 2023: One Piece (Fernsehserie)

### Musikvideos
- 2013: Boy & Bear – Three Headed Woman
- 2014: 3LAU ft. Luciana – We Came to Bang
- 2015: Brandon Flowers – Can't Deny My Love
- 2015: Röyksopp – I Had This Thing
- 2015: Motion City Soundtrack – Lose Control
- 2015: The Paper Kites – Revelator Eye
- 2015: Dillon Francis ft. Skrillex – Bun Up the Dance
- 2016: DJ Snake ft. Justin Bieber – Let Me Love You